# 钫
鍅（中國大陸、港澳译为，台灣译为），是一種化學元素，其化學符號为Fr，原子序數为87。鍅是一種放射性極高的金屬，半衰期很短，是前105種化學元素中穩定性最低的，比許多超鈾元素都要不穩定，其同位素會快速衰變成砈、鐳或氡。它最長壽的同位素——鍅-223的半衰期僅22分鐘。鍅的電負度是所有元素第二低的，僅次於其上方的銫。鍅的電子組態為[Rn] 7s1，因此該元素被歸類為鹼金屬。
塊體的鍅金屬從未被觀察到。根據元素週期表的同族元素特性規律，當足量的鍅聚集在一起形成一塊固體或液體時（因鍅熔點低，室溫時可能為液態），它會是高活性金屬。獲取大量的鍅幾乎是不可能的，因為鍅的半衰期短，放射性強，其衰變放出的熱會立即使鍅汽化成蒸氣。
1939年，法國物理學家瑪格麗特·佩里在法國（鍅的名字由此而來）從227Ac的衰變產物中發現了鍅元素。鍅是最後一個從自然界中發現，而非經由人工合成發現的元素。鍅在實驗室以外極為罕見，它會痕量出現在鈾礦中，不斷地形成與衰變，地殼中只有約20至30克的鍅同時存在，在天然元素中的含量僅高於砈。除了鍅-223和221以外，其他同位素都是在實驗室中人工製得。在實驗室中產生最大量的鍅元素為超過300,000個鍅原子的團簇。

## 特性
鈁是最不穩定的天然元素之一，其最穩定同位素鈁-223的半衰期也只有22分鐘。唯一不稳定性可以和钫比较的天然元素是砹，虽然人造的砹-210有较长的半衰期（8.1小时），但在天然中存在的最稳定砹同位素砹-219（钫-223的α衰变产物）的半衰期只有56秒。所有鈁同位素都會衰變為砹、鐳或氡。鈁的穩定性甚至比原子序106（𨭎）以下的所有人工合成元素都要低。
鈁是一種鹼金屬，化學屬性與銫相近，同樣只有一顆價電子。它在所有元素中有最高的等效质量。如果成功製成，液態鈁在熔點下的表面張力將為0.05092 N/m。钫的熔点预测在8.0 °C（46.4 °F）左右，也有数据称是27 °C（81 °F），但由於鈁既罕有又具放射性，所以這些數字並不一定準確。基于门德列夫的方法给出了20 ± 1.5 °C（68.0 ± 2.7 °F）的值。钫的预测沸点620 °C（1,148 °F）也是不确定的，598 °C（1,108 °F）、677 °C（1,251 °F）还有门德列夫方法外推出来的640 °C（1,184 °F）也都是有人建议的预测值。钫的密度预测在2.48
 g/cm3左右（门德列夫的方法计算出的值为2.4 g/cm3）。
萊納斯·鮑林估計鈁的電負性為0.7，當時與銫相同。銫的電負性之後被修正為0.79，但因數據不足，不能同樣地修正鈁的電負性數字。正如相对论效应所预测的那样，鈁的電離能（392.811(4) kJ/mol）比銫（375.7041(2) kJ/mol）稍高，这意味着铯是两者中电负性较小的。钫的电子亲和能应该也比铯高，Fr−离子也会比Cs−离子更易极化。不像其它已知的异核双原子分子，CsFr分子的负电荷预计在钫的部分。超氧化钫（FrO2）比较轻的碱金属超氧化物有更显著的共价性，这归因于钫中的6p电子更多地参与到钫-氧键合。
鈁會和多種銫鹽共沉澱，如高氯酸鈁會和高氯酸銫共沉澱，從而分離出鈁。其他能共沉澱的銫鹽包括碘酸銫、苦味酸銫、酒石酸銫、氯鉑酸銫以及矽鎢酸銫。同樣可與鈁共沉澱的有矽鎢酸和高氯酸，而不需要任何鹼金屬載體。幾乎所有鈁鹽都可溶於水。

## 歷史
1870年，化學家就開始猜想銫以下存在著一種尚未發現的鹼金屬，原子序為87。當時人們稱其為「eka-caesium」（銫下元素）。多個研究團隊嘗試發現並分離出這種新元素，在真正發現之前，至少出現了4次錯誤發現。

### 錯誤或不完整的發現
蘇聯化學家D. K.多布羅謝爾多夫（Dobroserdov）是第一位聲稱發現了鈁的科學家。1925年，他在一個鉀樣本中觀察到弱放射性，錯誤地認為這是87號元素所造成的。實際上放射性來自自然產生的鉀-40。他而後發佈了一篇有關預測87號元素的屬性的論文，當中將其以他的國家俄羅斯（Russia）命名為Russium。不久後，多布羅謝爾多夫開始專注於他在敖德薩理工學院的教學工作，而並沒有繼續研究這一元素。
翌年，英國化學家傑拉爾德·德魯斯（Gerald J. F. Druce）和費德里克·羅林（Frederick H. Loring）分析了硫酸錳的X光片，以為觀察到的光譜線來自於87號元素。他們發佈了這項發現，把該元素命名為「Alkalinium」，因為它是最重的鹼金屬（alkali metal）。
1930年，美國阿拉巴馬州理工學院的弗雷德·艾利森在用磁光儀器研究銫榴石和鋰雲母後，聲稱發現了87號元素，並建議以他的家鄉佛吉尼亞州（Virginia）命名為Virginium，符號Vi或Vm。然而在1934年，伯克利加州大學的H. G.麥佛森（H. G. MacPherson）證明艾利森的儀器是無效的，並且推翻了他的發現。
1936年，羅馬尼亞物理學家霍里亞·胡盧貝伊與法國物理學家伊維特·哥舒瓦也研究了銫榴石，使用的是高解析度X-光儀器。他們觀察到幾條弱發射光譜線，以為它們來自87號元素。胡盧貝伊和哥舒瓦發佈了這項發現，並以胡盧貝伊的誕生地羅馬尼亞摩爾達維亞省（Moldavia）命名為Moldavium，符號為Ml。1937年，美國物理學家F. H.赫士（F. H. Hirsh Jr.）對胡盧貝伊的研究手法進行了批判。赫士非常肯定87號元素不會在自然界中發現，並聲稱胡盧貝伊觀察到的其實是汞和鉍的X-射線光譜線。胡盧貝伊堅持自己的X-光儀器和實驗方法足夠準確，他的發現不可能是錯誤的。胡盧貝伊的導師，諾貝爾獎得主讓·佩蘭也支持他的發現。馬格利特·佩里在1939年確實發現鈁之後，一直都批評胡盧貝伊的研究，直到自己被承認為鈁的正式發現者為止。

### 佩里的發現
1939年，法國巴黎居里研究所的馬格利特·佩里在純化錒-227的時候發現了鈁元素。錒-227的衰變能量應該是220 keV，但佩里卻觀察到衰變能量低於80 keV的粒子。她認為這些異常的衰變活動源自尚未發現的一種衰變產物。這種產物在純化過程中已經被分離出去，所以是在純錒-227樣本中自然產生的。經過一系列測試之後，她消除了這種未知同位素是釷、鐳、鉛、鉍和鉈的可能性。該產物具有鹼金屬的屬性（比如可以和銫鹽共沉澱等），佩里因此判斷這就是錒-227經α衰變所產生的87號元素。佩里随后试图确定锕-227中β衰变与α衰变的比例。她的第一次测试将发生α衰变的概率设为0.6%，后来她将这个数字修改为1%。
佩里把這一新同位素命名為錒-K（今天則稱鈁-223），又在1946年提出正式命名Catium（化学符号Cm），因為她相信這種元素正離子（cation）的電正性是所有元素中最高的。佩里的其中一位導師伊雷娜·约里奥-居里反對這一命名，因為Catium一字更像是「貓元素」（cat），而非正離子。此外，这个命名的化学符号和分配给锔的化学符号一样。佩里繼而建議用法國（France）來命名為Francium，也就是鈁的現名。國際純粹與應用化學聯合會在1949年接納了這一名稱，鈁也成為了繼鎵之後第二個以法國命名的元素。鈁最初的符號為Fa，但不久後便改為Fr。鈁是1925年錸被發現後，最後一個在自然界中發現的元素。歐洲核子研究中心在1970年代至1980年代間進一步研究了鈁的結構。

## 同位素
鈁共有34個同位素，質量數從199到232不等，另有7種亞穩態同核異構體。所有鈁同位素都具有極高的放射性，半衰期很短，非常不穩定。只有鈁-223和鈁-221存在於自然界中，其中鈁-221罕見得多。
鈁-223是最長壽的鈁同位素，半衰期為21.8分鐘。再發現或合成半衰期更長的鈁同位素的可能性極低。鈁-223是錒衰變系的第五個產物，是錒-227的子同位素，錒-227只有1.38%的概率會α衰變成鈁-223。鈁-223會再β衰變為鐳-223（衰變能量為1149 keV），另有0.006%的α衰變路徑，產物為砹-219（衰變能量為5.4 MeV）。鈁-223在出現於自然衰變鏈之前原本被稱為actinium K。
鈁-221的半衰期為4.8分鐘。它是錼衰變系的第九個產物，是錒-225的子同位素。鈁-221會再α衰變成砹-217（衰變能量為6.457 MeV）。錼衰變系從錼-237開始，一直到砹-217都只有唯一的衰變途徑，因此鈁-221是唯一位在主要衰變途徑中的鈁同位素，惟自然界中的錼衰變系早已衰變殆盡，現時地殼中的錼衰變系初始同位素錼-237主要由鈾-238發生核散裂而痕量生成。
基態最不穩定的同位素是鈁-215，半衰期只有0.12微秒。它會α衰變為砹-211，能量為9.54 MeV。

## 存量

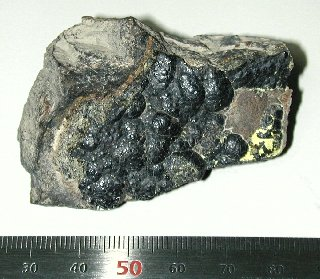
這一塊瀝青鈾礦在同一時間含有大約10萬顆鈁-223原子（3.3×10^-20 g）。

自然界中的錒-227有1.38%的概率經α衰變產生鈁-223，而鈁-223的半衰期僅22分鐘，因此鈁只以痕量存在於鈾和釷的礦石中。在一個鈾樣本中，估計每1×1018個鈾原子就有一個鈁原子。根據計算，地球的地殼中，同一時間只有約30克鈁。

## 合成
钫可以通过金-197目标在直线加速器里被氧-18束轰击而成。这个过程最初于1995年由石溪大学物理系开发。视氧束的能量，這一過程可以產生鈁-209、210和211。
197Au + 18O → 209Fr + 6 n
197Au + 18O → 210Fr + 5 n
197Au + 18O → 211Fr + 4 n
核反应产生的钫会以离子形式离开金目标，靜電透鏡再把鈁離子引導至一個釔金屬片的表面，使鈁離子變回中性原子，鬆散氣體狀態的中性钫原子再由磁光阱分離出來。原子在磁光阱中只會停留20秒左右，之後逃脫或衰變，但新的原子會不斷替代這些失去了的原子。这使得这些钫原子处于稳态，在长时间内包含相当恒定数量的原子。首次進行這項實驗時，科學家捕捉了几千個鈁原子；在不斷改進後，實驗最終能夠捕捉超過30萬個鈁原子。对捕获的原子发射和吸收的光的测量提供了关于钫原子能级之间各种跃迁的第一个实验结果。初始测量显示实验值和基于量子理论的计算之间非常吻合。2012年的钫研究项目TRIUMF通过这种方法产生了超过106个钫原子，其中有大量的209Fr还有少量的207Fr和221Fr。
鈁的其他合成方法有用中子撞擊鐳，或以質子、氘原子核或氦離子撞擊釷。
223Fr可以从其母同位素227Ac分离。通过NH4Cl–CrO3阳离子交换剂，可以从含锕物质中得到钫，这些钫可以通过其溶液通过含有硫酸钡载体的二氧化硅纯化。
1996年，石溪大学小组在他们的磁光阱中捕获了3000个钫原子，这足以让摄像机捕捉原子发出的荧光。钫的合成量还不足以称重。

## 應用
鈁由於極為罕見、穩定性低，因此目前還沒有商業應用。它在化學和原子結構等領域的研究中起到了作用。科學家曾提出用鈁來診斷各種癌症，但這一用途並不現實。
鈁可以被合成、捕捉和冷卻，而且原子結構簡單，因此它被用在一些光譜學實驗中，在能級和亞原子粒子間的耦合常數上提供了新的信息。對鈁-210離子在激光捕捉下所發出的光譜的研究指出，鈁的實際原子能級符合量子理論的預測。

## 備註
1. ↑  一些像是锝、钷和砈等的人工合成元素在之后被发现痕量存在于自然界。

## 外部連結
- 元素钫在洛斯阿拉莫斯国家实验室的介紹（英文）
- —— 钫（英文）
- 元素钫在The Periodic Table of Videos（諾丁漢大學）的介紹（英文）
- 元素钫在Peter van der Krogt elements site的介紹（英文）
- WebElements.com – 钫（英文）
- Stony Brook University Physics Dept.